# Мирза Гусейн-бек Салар
Мирза Гусейн-бек Салар (азерб. Mirzə Hüseyn bəy Salar; 1770—1844) — азербайджанский поэт. Писал под псевдонимом Салар.

## Жизнь
Мирза Гусейн-бек Салар (Мирза Гусейнбек Мухаммед-ага оглы Усубов) был известным поэтом и каллиграфом своего времени. Он родился в Шуше в 1824 году. Грамоте обучил его отец, затем он продолжил образование в медресе.
Мирза Гусейн бек писал под псевдонимом Салар. Его поэзия - отражение душевного состояния автора, философского взгляда на реалии мироздания и обустройства общества.
Мир Мовсум Навваб в своем сборнике-антологии поэтов упоминает Мирза Гусейн-бека. Он пишет, что Мирза Гусейн-бек был одним из лучших мастеров стихотворного жанра мерсиййе (причитание). Многие свои стихи поэт посвятил Имаму Хусейну (внук пророка Мухаммеда, третий из 12-ти почитаемых шиитами имамов, день его гибели во время сражения с войском халифа Язида отмечается шиитами как траур Ашура).
Мирза Гусейн-бек хорошо владел арабским, персидским, а также русским языками. Он прославился и как искусный каллиграф. Не случайно, что именно он переписал рукопись знаменитого сочинения историка Мирза Адигезаль-бека Гарабаги «Карабахнаме».
Умер Мирза Гусейн-бек Салар в 1876 году, оставив после себя одного сына.